# Coenosia octopunctata
Coenosia octopunctata este o specie de muște din genul Coenosia, familia Muscidae. A fost descrisă pentru prima dată de Zetterstedt în anul 1838. Conform Catalogue of Life specia Coenosia octopunctata nu are subspecii cunoscute.